# Vasyl' Ovsijenko
Vasyl' Vasyl'ovyč Ovsijenko, (in ucraino Васи́ль Васи́льович Овсіє́нко? (Stavky, 8 maggio 1949 – Kiev, 19 giugno 2023), è stato uno scrittore e attivista ucraino, dissidente sovietico che lavorò come membro del Gruppo Helsinki di Mosca e fondò il gruppo per la protezione dei diritti umani di Charkiv. Fu invece considerato dai sovietici un "criminale": trascorse più di 13 anni in carcere.

## Biografia
Vasyl' Vasyl'ovyč Ovsijenko nacque in una famiglia di contadini l'8 aprile 1949 nel villaggio di Lenino (ora Stavky) nella Repubblica socialista sovietica ucraina dell'Unione Sovietica. Era il nono e il più giovane figlio sopravvissuto della sua famiglia. Suo padre aveva ricevuto due anni di istruzione, mentre sua madre era analfabeta. La famiglia materna discendeva da membri della szlachta polacca. In tenera età, Ovsijenko rimase affascinato dalla letteratura e cominciò a scrivere poesie. Alcuni dei suoi lavori furono pubblicati sul quotidiano locale Stella della Polesia.
Ovsijenko entrò in contatto per la prima volta con l'etnografo Vasyl' Skurativs'kyj a metà degli anni '60 e da lui fu introdotto al movimento politico dei Sessanta. Fu ulteriormente presentato al samizdat di Vasyl' Symonenko nel 1965, mentre studiava filologia slava all'Università statale di Kiev. Contribuì a diffondere il samizdat come studente e poi come insegnante nel villaggio di Tašan'.

### Primo arresto
Con l'inizio dell'epurazione ucraina del 1972, i capi dei Sessanta furono arrestati e Petro Šelest, riformista, fu rimosso dalla carica di Primo Segretario del Partito Comunista Ucraino. Ovsijenko continuò a pubblicare samizdat insieme a Vasyl' Lisovyj e Jevhen Pronjuk. Pronjuk e Lisovyj furono entrambi arrestati nell'estate 1972, mentre Ovsijenko fu arrestato il 5 marzo 1973. Minacciato di finire per punizione in un manicomio, Ovsijenko rivelò i nomi delle persone a cui aveva dato il samizdat. Fu condannato a quattro anni di reclusione.
Durante la sua prima condanna (trascorsa in Mordovia) Ovsijenko si unì ad altri prigionieri politici e iniziò a partecipare a scioperi della fame e scioperi carcerari. Lasciò la prigione il 9 febbraio 1977, incontrò Lisovyj a Žytomyr e tornò a Lenino un mese più tardi. Dopo il suo ritorno a Lenino, Ovsijenko creò un'antenna radio improvvisata e la usò per ricevere trasmissioni dal servizio in lingua ucraina di Radio Svoboda. Dopo aver saputo della fondazione del Gruppo Helsinki ucraino in una trasmissione di Radio Svoboda, Ovsijenko diffuse la notizia agli amici più intimi. Iniziò anche a pubblicare di nuovo samizdat; pubblicò anche la poesia di Vasyl' Stus.

### Secondo arresto
Ovsijenko fu nuovamente arrestato nel novembre dello stesso anno. Venne accusato di resistenza all'arresto, compreso l'insulto nei confronti di un agente e lo strappo di due bottoni dalla giacca, e condannato a tre anni di reclusione. L'arresto del 1977 avvenne dopo che aveva incontrato gli attivisti ucraini del Gruppo Helsinki Oksana Meško e Ol'ha Babyč (sorella dell'attivista imprigionato Serhij Babyč); anche Meško e Babyč urono arrestati poco dopo l'incontro. Amnesty International sostenne nel 1982 che le accuse contro Ovsijenko erano false.  Ovsijenko trascorse il periodo della sua seconda condanna nelle carceri degli oblast di Žytomyr e Zaporižžja in Ucraina. Mentre era in prigione, si unì al Gruppo ucraino di Helsinki nel 1978.

### Terzo arresto
Sei mesi prima del suo rilascio fu nuovamente condannato, questa volta con ulteriori accuse di agitazione antisovietica  per aver discusso apertamente dell'Holodomor. Fu trasferito nella colonia di lavoro Perm'-36, in condizioni antigieniche e affollate. A Perm'-36 fu imprigionato insieme a persone condannate per il coinvolgimento nell'affare del dirottamento Dymšic-Kuznecov.
Nell'ambito delle riforme della Perestrojka promosse dal capo sovietico Michail Gorbačëv, Ovsijenko, insieme a tutti gli altri prigionieri politici di Perm'-36, fu trasferito nella prigione di Perm'-35 l'8 dicembre 1987. Ovsijenko fu invitato a scrivere una dichiarazione in cui chiedeva la grazia, ma rifiutò (insieme a molti altri prigionieri politici) perché convinto di essere stato condannato ingiustamente. Venne graziato un anno dopo, fu tra gli ultimi cinque ad essere rilasciati (insieme a Mykola Horbal', Ivan Kandyba , M. Alekseev ed Enn Tarto).
Il 21 agosto 1988 Ovsijenko salì su un aereo da Perm' a Kiev. Originariamente destinato ad essere inviato alla prigione di Luk"janivs'ka, fu invece imprigionato presso la sede del KGB. Il giorno dopo fu rilasciato e gli fu permesso di tornare a Žytomyr, e da lì raggiunse Lenino. Tornò a Perm'-36 un anno dopo per partecipare alle sepolture di Vasyl' Stus, Jurij Lytvyn e Oleksa Tychyj, che erano tutti morti in prigione.

### Sempre attivista
Dopo il suo rilascio Ovsijenko continuò ad essere attivo in Ucraina sulla scena dei diritti umani. Con la legalizzazione del Gruppo ucraino di Helsinki nel 1988, fu nominato capo della filiale del gruppo dell'oblast' di Žytomyr ma non riuscì a creare una sezione del Gruppo di Helsinki o del Movimento popolare ucraino nel suo villaggio natale. Nel 1994 i suoi sostenitori gli acquistarono un appartamento e ulteriori aiuti monetari gli furono forniti da Mychajlo Horyn' e Ivan Koljaska.
Alla fine degli anni '90 organizzò manifestazioni a Sandarmoch e nelle Isole Soloveckie, dove si erano verificati omicidi di massa durante la Grande Purga. All'inizio degli anni 2000, insieme a Jevhen Zacharov, Ovsijenko scrisse un compendio in quattro volumi sui dissidenti del blocco orientale, tra cui circa 200 prigionieri politici ucraini.

### Morte
Ovsijenko morì il 19 luglio 2023 all'età di 73 anni.

## Premi e riconoscimenti
- 2000 -  Premio V. Stus per il giornalismo
- 2003 - Premio I. Ohienko per l'attività pubblica
- 2005 - Ordine al Merito III. classi
- 2006 - Ordine del Coraggio, 1º grado
- 2006 - Premio Letterario Internazionale della Fondazione Famiglia Voskobijnyk nel genere delle memorie
- 2009 - Ordine del principe Jaroslav il Saggio 5º grado per il suo 60º compleanno

## Omaggi
- Nel febbraio 2024 via Belgorod, a Kiev, venne ribattezzata via Vasyl' Ovsijenko.[7]

## Opere principali
- "Світло людей (Svitlo ljudej)" (saggi-memorie su V Stus, O. Meško, Y. Lytvyn, ecc.), 2ª edizione in 2 volumi, gruppo per i diritti umani di Charkiv; K.: Smoloskip 2005
- Edizione in quattro volumi dei materiali del Gruppo ucraino di Helsinki (con J. Zacharov), 2001
- "Dizionario biografico internazionale dei dissidenti dei paesi dell'Europa centrale e orientale e dell'ex Unione Sovietica. Volume 1. Ucraina" (1020 p., 208 nomi) 2006